# 孙鸿烈
孙鸿烈（1932年1月31日—），籍贯河南濮阳，生于北京。中国土壤地理与土地资源学家。

## 生平
1954年北京农业大学土壤农化系毕业。1960年中国科学院沈阳林业土壤研究所研究生毕业。1987年当选为第三世界科学院院士，1991年当选为中国科学院学部委员(院士)。中国科学院地理科学与资源研究所研究员。1998年3月，第九届全国人大第一次会议上，他当选全国人民代表大会常务委员会委员。
曾任中国科学院副院长、自然资源综合考察委员会主任、国际科学理事会(ICSU)副主席、国际山地学会(IMS)副主席、国际山地综开发中心(ICIMOD)主席。